# Nesticus stupkai
Espèce
Nesticus stupkai est une espèce d'araignées aranéomorphes de la famille des Nesticidae.

## Distribution
Cette espèce est endémique du Tennessee aux États-Unis,. Elle se rencontre dans le comté de Blount dans le parc national des Great Smoky Mountains et dans le comté de Loudon.

## Description
Le mâle holotype mesure 3,50 mm et la femelle 3,7 mm.

## Systématique et taxinomie
Cette espèce a été décrite par Gertsch en 1984.

## Étymologie
Cette espèce est nommée en l'honneur d'Arthur S. Stupka.

## Publication originale
- Gertsch, 1984 : « The spider family Nesticidae (Araneae) in North America, Central America, and the West Indies. » Bulletin of the Texas Memorial Museum, vol. 31, p. 1-91 (texte intégral).